# Ascodocpsy
Ascodocpsy est un réseau de coopération documentaire francophone spécialisé en psychiatrie et santé mentale. Il réunit au sein d’un Groupement d'intérêt public les centres de documentation et services d'archives de 81 établissements de santé mentale (anciennement CHS ou centre hospitalier spécialisé) et associations depuis 2000.
Il propose des ressources pour l'ensemble des professionnels travaillant en psychiatrie. Ces ressources concernent aussi bien les aspects documentaires qu'archivistiques des établissements de santé mentale. Certaines ressources sont également à destination des étudiants en soins infirmiers.

## Présentation du GIP Ascodocpsy

### Historique
Ascodocpsy est un réseau de documentation spécialisé en psychiatrie et santé mentale créé en 1984.
Il se constitue initialement autour d'échanges informels entre quelques documentalistes. Des produits documentaires sont créés : catalogues collectifs, vocabulaire spécialisé pour l'indexation. Le réseau se dote de procédures communes. Les produits et services documentaires couvrent les domaines cliniques et les thèmes juridique et administratif.
Il devient un groupement d’intérêt public sous l’impulsion de deux associations professionnelles en 2000, créant le GIP :
- l’Association des établissements gérant des secteurs de santé mentale (ADESM)
- l’Association nationale des psychiatres présidents et vice-présidents de commissions médicales d’établissements des centres hospitaliers (ANPCME).

Des personnes morales étrangères peuvent adhérer au groupement en qualité de membres associés. Elles participent à titre consultatif aux réunions de l’assemblée générale.
Les archivistes hospitaliers sont associés aux travaux du réseau Ascodocpsy depuis 2004.
L'arrêté mettant en place le premier GIP s'arrêtant en 2015, un nouvel arrêté recréant le GIP a été signé le 27 octobre 2021.

### Objectifs
Les quatre objectifs d'Ascodocpsy à sa constitution sont :
- Favoriser la coopération documentaire entre les établissements francophones de santé mentale.
- Promouvoir le développement des centres de documentation par le recrutement de professionnels, la formation permanente et la création d’un statut de documentaliste.
- Développer des partenariats avec les organismes acteurs dans le champ de la santé mentale.
- Renforcer la diffusion des publications francophones spécialisées en psychiatrie et sciences connexes.

### Statuts et financement
Ascodocpsy regroupe 81 établissements publics et privés spécialisés en santé mentale en 2021 avec plus de cent-trente centres de documentation et services d'archives. Le réseau Ascodocpsy est devenu un groupement d’intérêt public en 2000. Ascodocpsy est organisme de formation depuis 2005. Le financement repose sur les contributions des adhérents.

### Organisation
Chaque établissement adhérent est représenté par le directeur, le président de la Commission médicale d'établissement, l'archiviste et le documentaliste. Cette représentation multiple vise à garantir les liens du partenariat institutionnel nécessaire au développement de la fonction documentaire et archivistique au sein des établissements. Elle permet également aux archivistes et documentalistes d'être des acteurs à part entière dans les choix stratégiques et techniques du réseau.

### Présidents et directeurs successifs du GIP
| Mandat    | Présidents         |
| --------- | ------------------ |
| 2000-2003 | Yvan Halimi        |
| 2003-2006 | Henri Bernard      |
| 2006-2009 | Alain Pidolle      |
| 2009-2012 | Christian Müller   |
| 2012-2018 | Marie-Noëlle Petit |
| 2018-     | Christophe Schmitt |

| Mandat    | Directeur / Directrice |
| --------- | ---------------------- |
| 2000-2006 | Paul Monot             |
| 2006-2015 | Jacques Marescaux      |
| 2015-     | Agnès Marie-Egyptienne |

### Instances
Le réseau Ascodocpsy tient une assemblée générale annuelle. Il est régi par un conseil d’administration. Les instances comprennent des représentants des directeurs, présidents de CME, archivistes et documentalistes. Les Comités de pilotage des archivistes et des documentalistes supervisent, valident et assurent la mise en œuvre des travaux du réseau en collaboration avec l’équipe de coordination.

### Coordination du réseau
La coordination d’Ascodocpsy est assurée par une équipe de deux personnes, chargée de l’organisation et de la régulation du réseau. Elle gère le site Ascodocpsy et suit la réalisation des produits documentaires. Elle est garante de la mise en place des décisions prises par les instances et groupes de travail.
Les postes sont financés par les établissements adhérents.

### Soutiens institutionnels
Ascodocpsy est soutenu par ces organismes :
- La Haute Autorité de Santé (HAS)
- Le Ministère des solidarités et de la santé
- Le Service interministériel des Archives de France (SIAF)
- La Fédération Hospitalière de France (FHF)
- La Fédération des Établissements Hospitaliers et d’Aide à la Personne (FEHAP)
- L'Agence nationale d'appui à la performance des établissements de santé et médico-sociaux (ANAP)
- La Banque de données en Santé Publique (BDSP) jusqu'en 2019

L’Institut national de physique nucléaire et de physique des particules  du Centre national de la recherche scientifique héberge le site et la base SantéPsy. L’Université Lyon 1 héberge les listes de diffusion du réseau.

## Produits et services
Les centres de documentation et services d'archives réalisent et mettent à disposition des produits d'informations sur ascodocpsy.org.

### La base SantéPsy
La base documentaire francophone SantéPsy est spécialisée en psychiatrie et santé mentale. Elle a pour but de recenser les sources d'information (notices bibliographiques, thèses, ouvrages, textes officiels…) et revues indexées par les documentalistes et archivistes d'Ascodocpsy. SantéPsy propose également des liens vers des documents en texte intégral libres de droit. SantéPsy est accessible gratuitement par le grand public.

### Le site Internet
Ascodocpsy met à disposition sur son site des informations nécessaires aux pratiques professionnelles des psychiatres, psychologues, internes et autres professionnels travaillant en psychiatrie,.
Il propose des informations en lien avec les activités d'un hôpital psychiatrique : pathologies psychiatriques (troubles bipolaires, schizophrénie, psychose, dépression, etc.) et organisation hospitalière (qualité, document d'activité, archives hospitalières, gestion budgétaire, etc.).

### Les lettres d'information
Ascodocpsy propose 3 lettres d'information accessibles à tous : 
- Le Fil d'Asco : publications et activités mensuelles du réseau Ascodocpsy
- Les Actus d'Ascodocpsy : actualité hebdomadaire des textes officiels et des publications repérées sur le web
- Archimède : actualité mensuelle des archives hospitalières.